# Karaganda

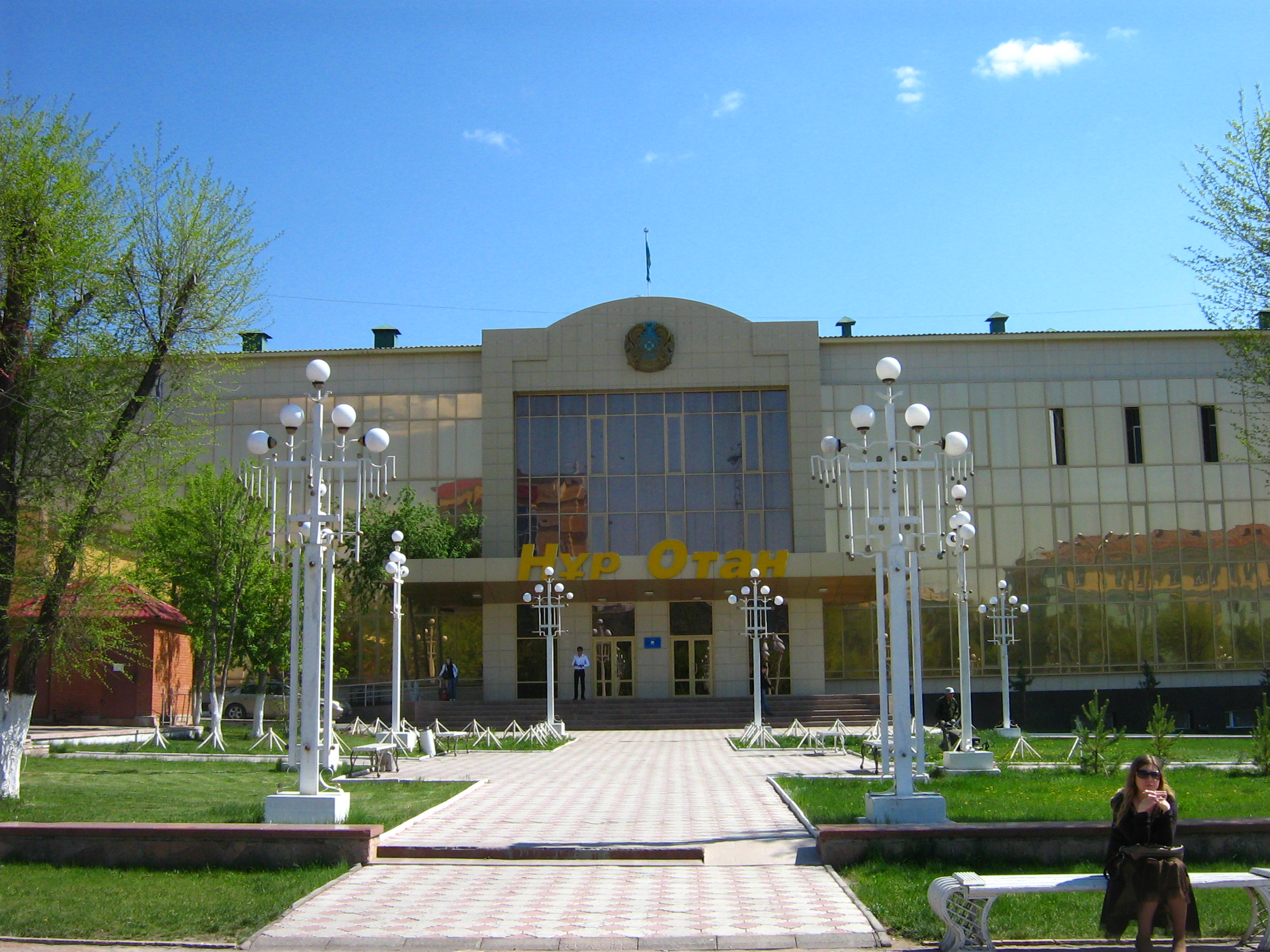
Oddział regionalny partii Nur Otan w Karagandzie

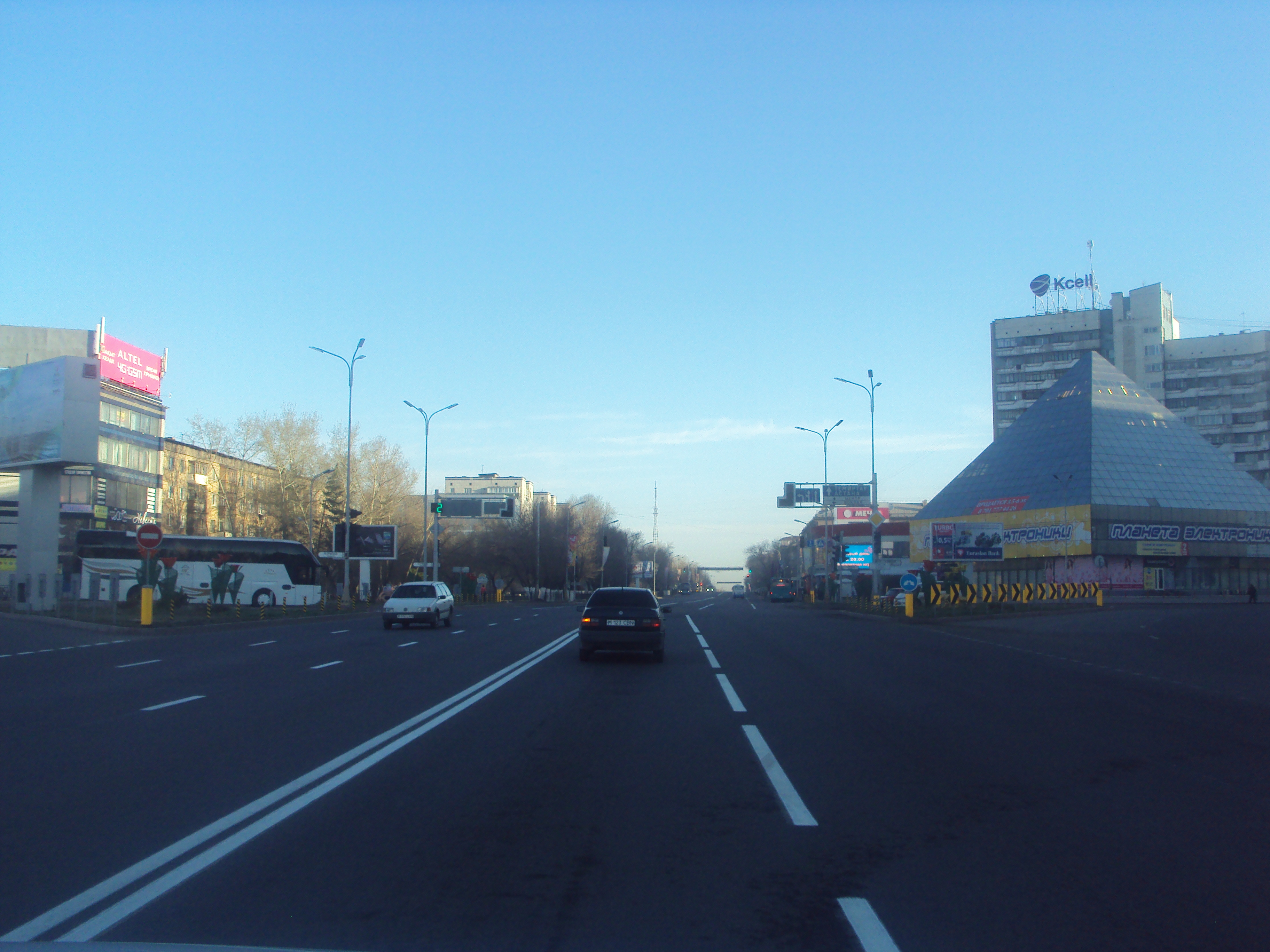
Centrum miasta

Karaganda (kaz. Қарағанды, Karagandy; ros. Караганда, Karaganda) – miasto w Kazachstanie, w Karagandyjskim Zagłębiu Węglowym; stolica obwodu karagandyjskiego. Ośrodek wydobycia węgla kamiennego, przemysłów: maszynowego, chemicznego, materiałów budowlanych i spożywczego. W mieście znajduje się kilka szkół wyższych, m.in. uniwersytet (zał. w 1972 roku), uczelnia medyczna i politechnika; ponadto kilka instytutów badawczych, muzeum, teatry i ogród botaniczny. Miasto jest siedzibą Związku Polaków w Kazachstanie (zał. w 1994 roku). Od 1999 roku Karaganda jest także siedzibą katolickiej diecezji karagandyjskiej – jednej z czterech jednostek terytorialnych Kościoła na terenie Kazachstanu.

## Historia
Pierwsze osadnictwo na terenie miasta pojawiło się w 1856 roku. Rok później rozpoczęto eksploatację węgla kamiennego na małą skalę, w który zaopatrywano pobliską hutę miedzi. Wydobycie węgla wstrzymano w latach 20. XX wieku, jednak w 1931 roku, po zakończeniu budowy linii kolejowej oraz zarządzeniu, że Karaganda będzie głównym ośrodkiem węglowym, dostarczającym surowiec dla przemysłu w regionie Uralu, wznowiono eksploatację okolicznych złóż.
W 1934 roku Karaganda otrzymała prawa miejskie, a w 1936 roku została ustanowiona centrum administracyjnym obwodu karagandyjskiego Kazachskiej Socjalistycznej Republiki Radzieckiej. Do roku 1939 liczba ludności miasta wzrosła do 166 tys. Rozwój miasta dokonał się w dużej mierze dzięki wykorzystaniu przymusowo pracujących robotników – zesłańców. Historia Karagandy jest ściśle związana z największymi obozami w ramach archipelagu Gułag: z Karłagiem (Karagandyjski łagier) oraz kobiecym AŁŻIR (Akmoliński Łagier Żon Zdrajców Ojczyzny).
Karłag był miejscem uwięzienia wielu uczonych oraz artystów, a także duchownych z terenów ZSRR i z zagranicy. W ten sposób stał się kolebką kultury w Karagandzie. Znajdował się w pobliżu wsi Dolinskoye (obwód Karagandy). W dni świąt sowieckich z pomocą więźniów odbywały się koncerty i przedstawienia. Artyści zajmowali się pracami dekoracyjnymi. Wiadomo, że w Karłagu był wystawiany nawet balet. Wszystko to na poziomie bardzo profesjonalnym. Z czasem, pod koniec lat 30., kultura w Karagandzie zaczęła się rozwijać swoim biegiem. Wielu represjonowanych i deportowanych pozostało w Karagandzie, wnosząc znaczący wkład w rozwój nauki i kultury. Położono warunki do rozwoju nowego etapu w sztuce Kazachstanu jako całości.
Aleksander Sołżenicyn, „Archipelag GUŁag”:

Właściwie główną stolicą ziemi zesłania, a przynajmniej jej perłą, była Karaganda. ... Przy wjeździe do tego głodnego wówczas miasta, w pobliżu baraku-budynku stacji, dokąd tramwaje nie podjeżdżały (aby nie wpaść w wykopane pod ziemią tunele), stał przy tramwajowej zajezdni całkowicie symboliczny dom z cegły, którego ścianę podparto drewnianymi stemplami, by nie runęła... W centrum Nowego Miasta na kamiennym murze wyryto kamieniem: „Węgiel to chleb” (dla przemysłu). Rzeczywiście, codziennie sprzedawano tu w sklepach czarny chleb – był to przywilej wygnańczego miasta. I praca czarna, i nie tylko czarna, była tu zawsze. Reszta sklepów spożywczych świeciła pustkami, zaś bazarowe stragany nieprzystępne, z cenami przyprawiającymi o zawrót głowy. Jeśli nie trzy czwarte miasta, to dwie trzecie mieszkańców było wtedy bez paszportów z obowiązkiem meldowania się w komendanturze; na ulicy dzieła tego pilnowały i rozpoznawały mnie byłe ZKi, szczególnie z Jekybastuza...

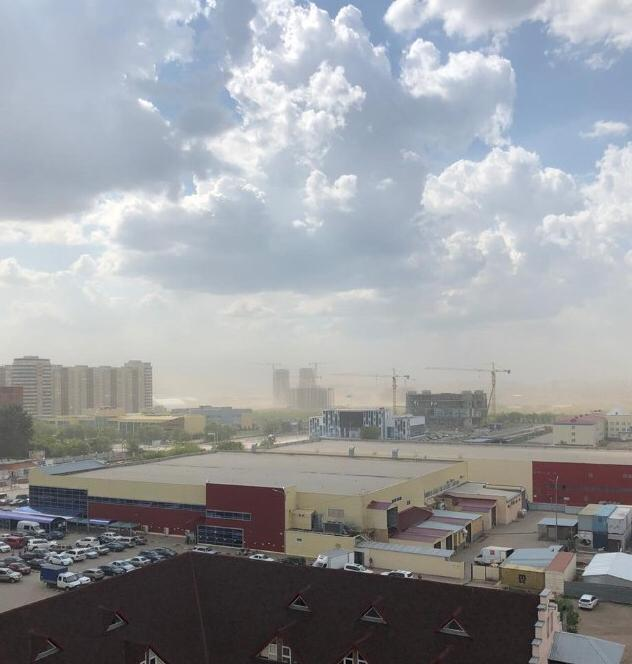
Dzielnica Karagandy „Gulder-1”

W budowie Karagandy brali udział niemieccy i japońscy jeńcy wojenni.
Znaczenie miasta wzrosło w czasie II wojny światowej, kiedy Niemcy zajęli Donieckie Zagłębie Węglowe i do Karagandy przeniesiono stamtąd produkcję maszyn górniczych. Wydobycie węgla i produkcja maszyn górniczych wciąż odgrywa główna rolę w gospodarce miasta, jednak duże znaczenie mają także zakłady przetwarzające żelazo i stal. Ponadto miasto jest ośrodkiem przemysłu spożywczego i przemysłów lekkich; działają tam cementownie. Duża koncentracja przemysłu spowodowała zmniejszenie ilości zasobów wody w regionie, przez co konieczna była budowa kanału łączącego Karagandę z rzeką Irtysz (Kanał Irtysz-Karaganda), który został oddany do użytku w 1974 roku.
22 października 1962 r. elektrownia w Karagandzie została zniszczona na skutek testu atomowego #184, będącego częścią serii prób rakietowo-jądrowych pod kryptonimem „Projekt K”. Impuls elektromagnetyczny jaki powstał po wybuchu głowicy o mocy 300 kt doprowadził do nagłego skoku mocy w kablu łączącym Astanę i Ałmaty, na skutek czego wyłączniki instalacyjne w elektrowni stanęły w ogniu.
10 kwietnia 1994 roku na kongresie w Karagandzie z połączenia sześciu organizacji polonijnych powstał Związek Polaków w Kazachstanie.

## Transport
- Port lotniczy Karaganda
- Tramwaje w Karagandzie
- Trolejbusy w Karagandzie
- Karaganda Pasażerska

## Religia
- Diecezja karagandyjska
- Eparchia karagandyjska
- Sobór Wprowadzenia Matki Bożej do Świątyni w Karagandzie

## Sport
- Saryarka Karaganda – klub hokejowy (Wysszaja Chokkiejnaja Liga)
- Szachtior Karaganda – klub piłkarski (Priemjer-Liga kazachska)
  - Stadion Szachtior w Karagandzie

## Miasta partnerskie
- Arak
- Kamieńskie